# 代頓鎮區 (密蘇里州卡斯縣)
代頓鎮區（英語：Dayton Township）是位於美國密蘇里州卡斯縣的一個行政鎮區。

## 地方資料
代頓鎮區的面積為94.30平方千米，當中陸地面積為93.88平方千米，而水域面積為0.42平方千米。根據2020年美國人口普查的數據，當地共有人口1084人，而人口密度為每平方千米11.5人。